# Салатручіль
Салатручі́ль — каскадний водоспад в Українських Карпатах (масив Ґорґани). Розташований у Надвірнянському районі Івано-Франківської області, за 6,3 км на північний захід від села Бистриці. 
Утворився в місці, де невеликий лісовий потік (стікає зі схилів хребта Тавпиширки) перетинає скельний масив і впадає до невеликого озера, що навпроти впадіння потоку Салатручіль до річки Салатрук (ліва притока Бистриці Надвірнянської). Загальна висота перепаду води — 6 м. Водоспад має два каскади; нижній каскад розділений на два струмені.

## Етимологія назви
Ймовірно, назва має румунське походження від топоніма Sălătrucel.

## Світлини та відео

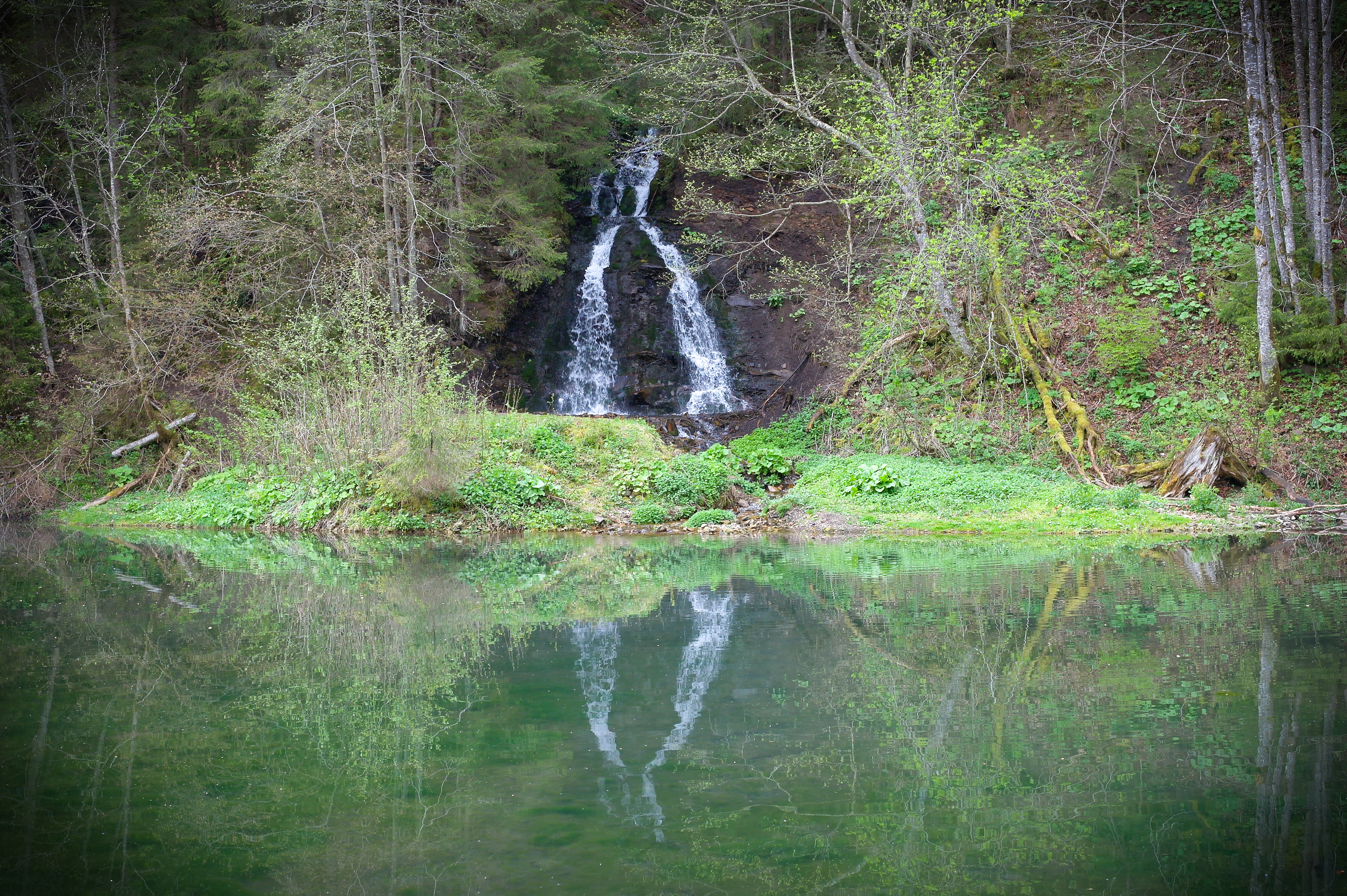
Водоспад здалеку
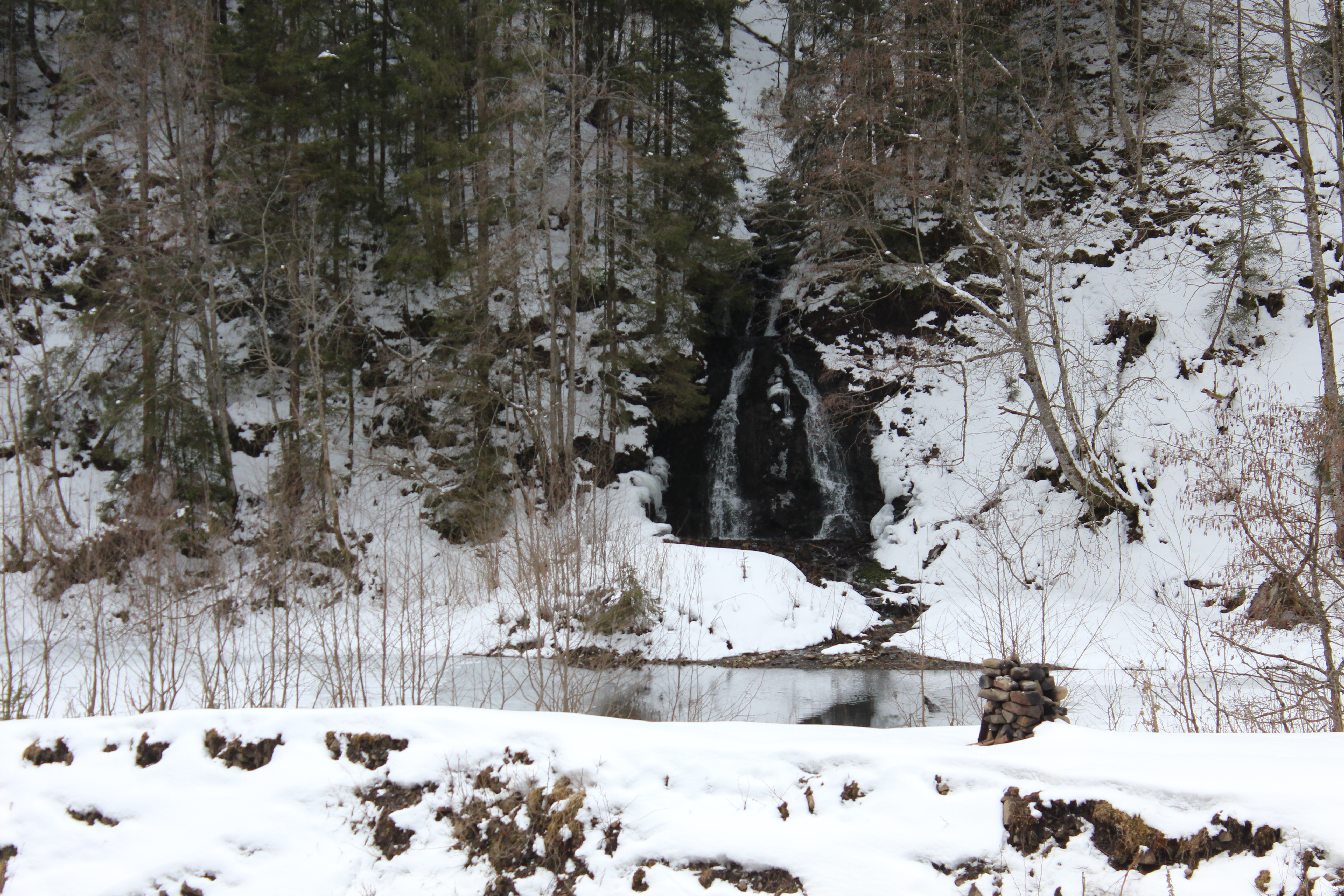
Водоспад взимку
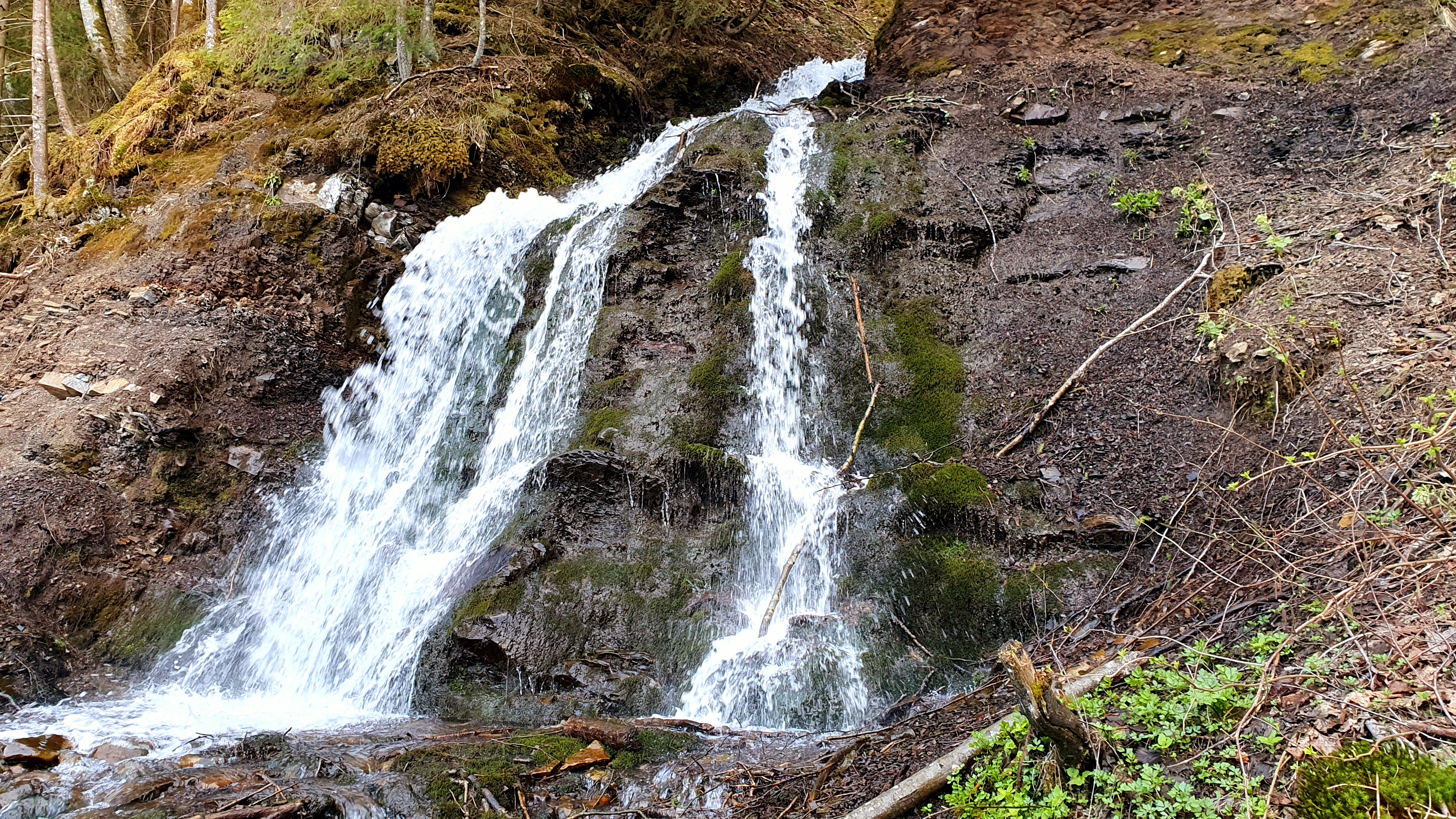
Водоспад зблизька
- Відео водоспаду